# Anders Wallant
Anders Wallant (adlad Odendal), född 1655 i Amsterdam, död 1704 i Stockholm (själaringning 20 juli), var en svensk läkare.
Anderw Wallant var son till en handlare i Amsterdam och genomgick stadens skola innan han placerades på kontor för att lära sig handelsyrket. Han studerade på egen hand först juridik, därefter filosofi och slutligen medicin, lämnade sedan kontoret och skaffade sig undervisning av lärda män, medan han livnärde sig som indrivningsman. Efter att 1677 ha gift sig rikt begav han sig samma år till Utrecht, där han blev medicine doktor. Han tjänstgjorde sedan vid Amsterdams stads hospital, men då han för övrigt inte fick någon praktik, åtog han sig att i ett indrivningsuppdrag resa till Stockholm. Med hjälp av några landsmän lyckades han där erhålla praktik, men då Collegium medicum vägrade honom ledamotskap, återvände han 1682 till Holland. År 1684 återkom Wallant till Sverige som köpman och öppnade tillsammans med sin hustru kramvaruhandel på Packhuset, och började vid sidan om praktisera som läkare. Slutligen blev han 1686 efter genomgången examen antagen som ledamot av Collegium medicum, varefter han övergav köpmanyrket. Han hade en omfattande praktik, särskilt bland diplomater och andra utlänningar i Stockholm, och tjänstgjorde ibland som hovläkare. Han adlades vid sin död med namnet Odendal. Wallant var närig, häftig och ivrig, "i sitt hus nog tvärmulen, men för övrigt kvick och tjänstaktig".